# Manuel Ruiz del Cerro
Manuel Ruiz del Cerro (c. 1799 - p. 1850) fou un impressor i espia espanyol..
Era fill de l'apotecari Castor Ruiz del Cerro, a ser impressor i caixista de la impremta madrilenya del Carrer de Juanel i després de la d'Alejo López García, on s'imprimia El Zurriago, el més important dels periòdics del liberalisme exaltat del Trienni Liberal. Casat amb Manuela López, va ser processat el 2 de febrer de 1822 i condemnat a tres mesos i multa; malalt d'hemoptisi, va estrenar la comèdia El divorcio por amor sota el patrocini de l'empresari Alejandro Oliván.
El 1823 es va posar al servei del futur guerriller carlí Manuel Adame, "el Locho", però no va poder impedir la seva detenció. Hauria estat penjat de la forca si no hagués promés a Narciso de Heredia delatar masons i comuners. Sirvió como espía al superintendente de policía Mariano Rufino González. Va servir com a espia al superintendent de policia Mariano Rufino González. S'infiltra en l'ala més retrògrada de l'absolutisme i desbarata una conjura carlina el 1825. Es va infiltrar una altra vegada en la societat secreta de Los numantinos amb el nom fals anagramàtic Manuel Cirerer i va delatar José de Espronceda, Ventura de la Vega, Tejedor, Arroyal, Patricio de la Escosura i N. Lerma, qui foren empresonats el 28 de gener de 1828. Quan Juan José Recacho es converteix en superintendent de policia, les atribucions de Ruiz del Cerro creixen. El 1827 Calomarde acaba amb Recacho i bandeja Ruiz del Cerro a les Balears, però als pocs mesos aconsegueix escapar i arribar a París. L'agost de 1828 es presenta a l'ambaixador espanyol Narciso de Heredia, el seu antic protector, a qui ofereix vigilar aquesta vegada als liberals emigrats; a més treballa en la policia secreta de Jules de Polignac, el ministre francès, i sosté un negoci alhora, una fonda o casa de menjars, que li serveix de tapadora. Després de la revolució es queda en l'atur i torna amb l'amnistia. L'agost de 1836 és subdelegat de policia de Madrid, però cau el govern i ha de fugir. Se li ocupen papers comprometedors que El Eco del Comercio publica en part. Encara que protesta al diaro El Español, El Eco del Comercio revela ja tot el tèrbol passat del personatge. El 1850 va publicar el fulletó Vicios de la teoría de los gobiernos republicanos y de los mixtos desde la más remota antigüedad, Madrid: Imp. Vicente de Lalama, 1850.